# Anna Clasina Leijer

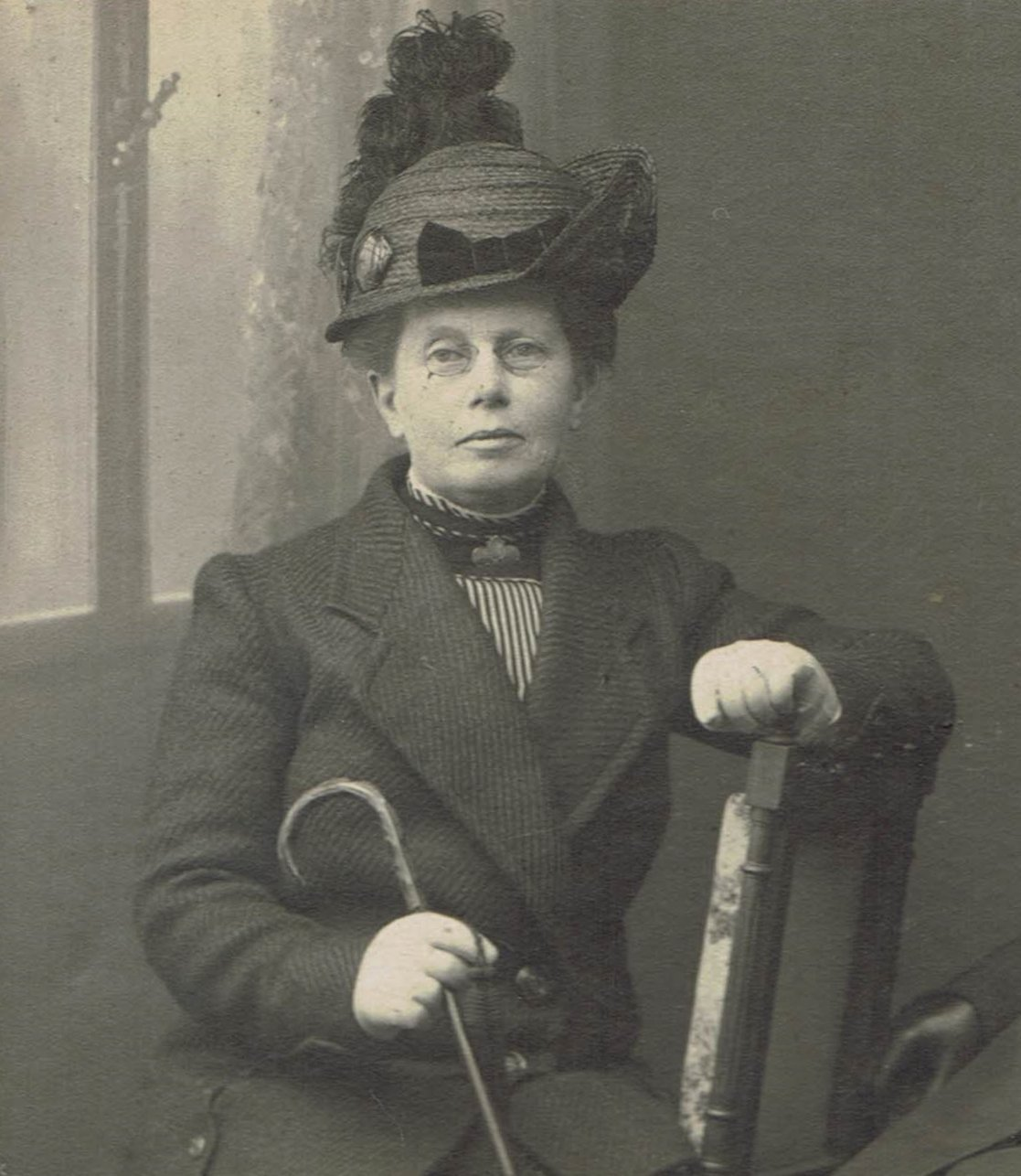
Anna Clasina Leijer, 1914

Anna Clasina Leijer (* 11. August 1860 in Den Helder; † 28. September 1916 ebenda) war eine niederländische Fotografin.

## Leben
Anna Clasina Leijer wurde 1860 als Tochter von Nicolaas Jacobus Leijer, Aufseher bei der Rijkswerf den Helder, und Jacoba Catharina Prins in Den Helder geboren. Sie wuchs in einer wohlhabenden, gebildeten Familie mit mehreren Geschwistern auf. Im Gegensatz zu fast allen ihren Geschwistern, die später meist im Ausland lebten, blieb sie zeitlebens in Den Helder. So war ihr ältester Bruder Jacob Christiaan Bauleiter in Pretoria, Südafrika, ein weiterer Bruder lebte in New York, ein anderer in Chile und eine Schwester in Surabaya.
Ungewöhnlich für eine Frau Ende des 19. Jahrhunderts wurde sie eine der ersten professionellen Fotografinnen der Niederlande und verdiente damit ihren Lebensunterhalt. Um 1891 tauchte der Name Anna Clasina Leijer erstmals als Fotografin in Den Helder auf. In ihrem Haus in der Kerkgracht 20 eröffnete sie ein Fotostudio. Sie schaltete Zeitungsanzeigen, wie etwa 1894 in „'t Vliegend Blaadje“, in denen sie sich und ihr Fotoatelier für Aufnahmen von „Familien- und Firmengruppen, Gebäuden, Innenräumen, Grabdenkmälern und Fotos von Marineschiffen“ empfahl. Sie war eine der wenigen Fotografinnen, die zwischen 1890 und 1910 die Stadt Den Helder fotografisch festhielt. In einer Zeitungsanzeige in „'t Vliegend Blaadje“ vom 27. März 1909 gab sie die bevorstehende Schließung ihres Geschäfts bekannt. Sie starb im September 1916 im städtischen Krankenhaus an der Kerkgracht und wurde auf dem Algemene begraafplaats Den Helder beigesetzt. Ihr Grab befindet sich auf dem Begraafplaats Huisduinen in der Kerkhoflaan 4.

## Werk
Anna Clasina Leijers Fotos geben einen Einblick in die zeitgenössische Architektur und Stadtbebauung von Den Helder sowie seiner Altstadt, aber auch des Lebens der Bevölkerung. Die Spoorstraat etwa fotografierte sie noch mit der Bebauung aus überwiegend zweistöckigen Häusern, einschließlich der Ladenbesitzer und Arbeiter mit Arbeitsschürzen und Handkarren. Auf einem anderen Foto hielt sie, von einem Dach aus aufgenommen, den von Fischerbooten befahrenen Nieuwe Diep-Kanal mit einem längst abgerissenen Gebäude am Hafenkai und marschierenden Soldaten fest. Vielfach fotografierte sie Kriegsschiffe. Erhalten geblieben ist unter anderem eine Serie von zwölf Fotos in einer Sondermappe, die von der ehemaligen Marinekaserne am Nieuwe Diep aufgenommen wurden. Sie zeigen den Bick auf das Wasser mit großen Kriegsschiffen.
Anna Clasina Leijer dokumentierte auch gesellschaftlich wichtige Ereignisse, wie den Besuch von Königin Wilhelmina im Marinehafen und in der Stadt, oder die Nationale Tentoonstelling van Vrouwenarbeid 1898 in Den Haag. Fotos der Landesausstellung für Frauenarbeit wurden auch in Form von Ansichtskarten vertrieben. An der Landesausstellung für Frauenarbeit nahm sie an der Ausstellung mit Arbeiten von Fotografinnen, Amateur- und Profifotografinnen teil. Sie wurde zusammen mit Charlotte Polkijn in der Profi-Kategorie geführt und stellte ihre Fotos von Den Helder im Lesesaal aus.
Anna Clasina Leijers Arbeiten befinden sich im Rijksmuseum Amsterdam, dem Marinemuseum Den Helder, dem Het Scheepvaartmuseum in Amsterdam und den Koninklijke Verzamelingen (Königliche Sammlungen) in Den Haag. Eine Ausstellung mit 35 ihrer Fotos aus der Sammlung von Cees Rondèl, Jaap Koorn, dem Marinemuseum und dem Rijksmuseum wurde 2016 anlässlich ihres 100. Todestages im Rathaus Den Helder gezeigt. Ab Ende 2019 wurden ihre Fotos ein Jahr lang im „Antiquitätenraum“ der Stichting Afgestoft (Afgestoft-Stiftung) in der Zuidstraat in Den Helder ausgestellt.

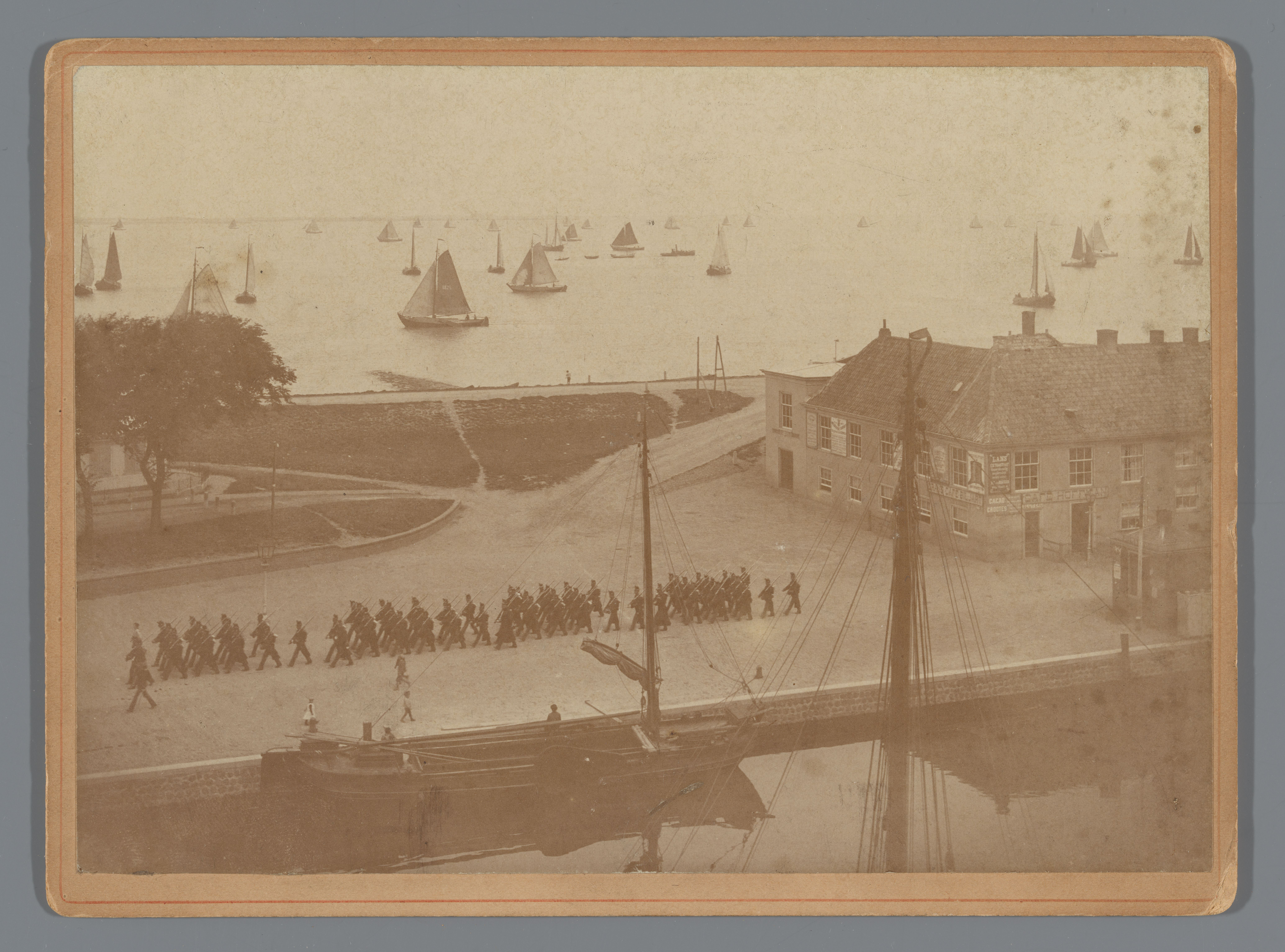
Hafen Den Helder und Boote
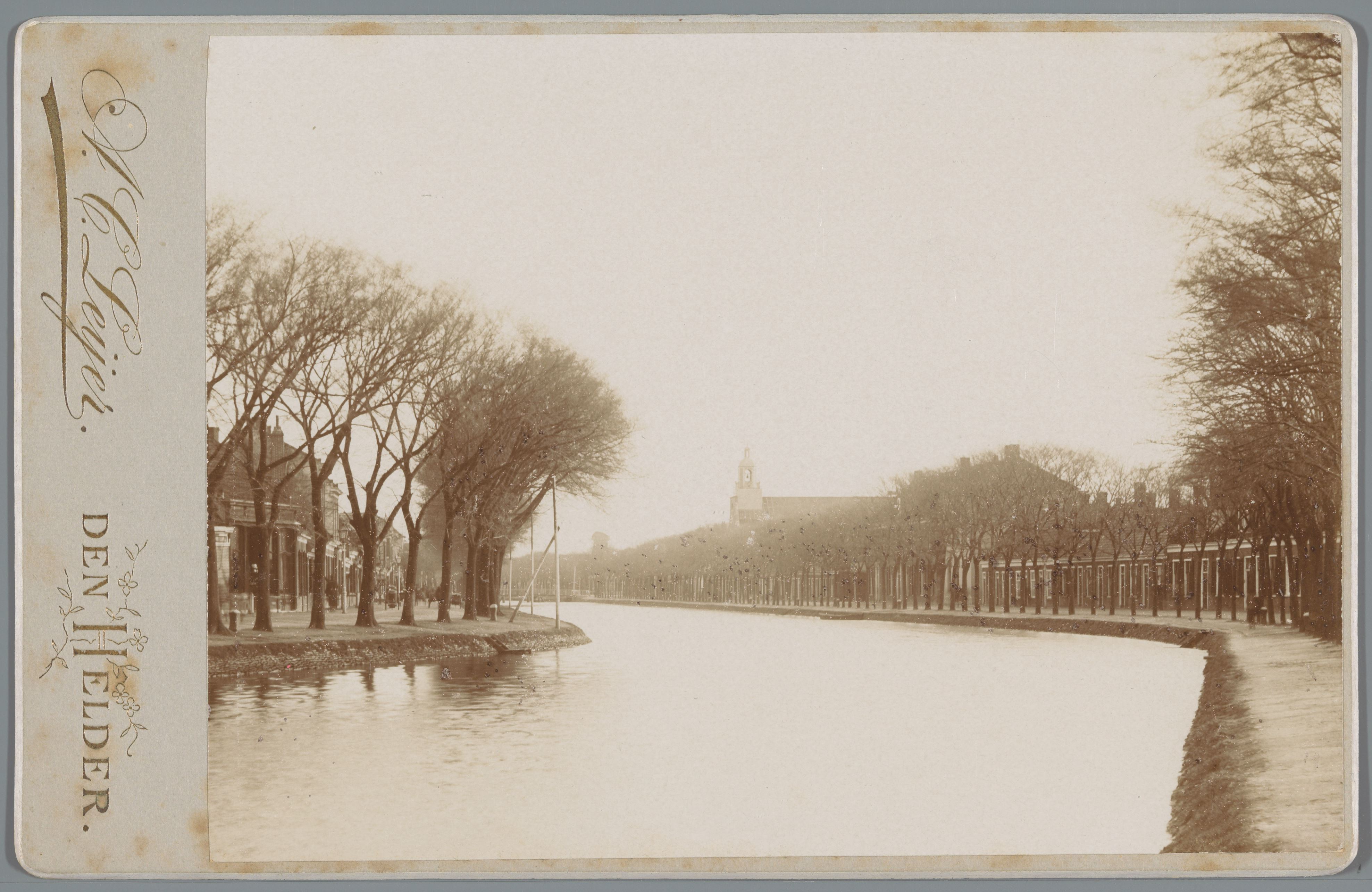
Kanal Den Helder
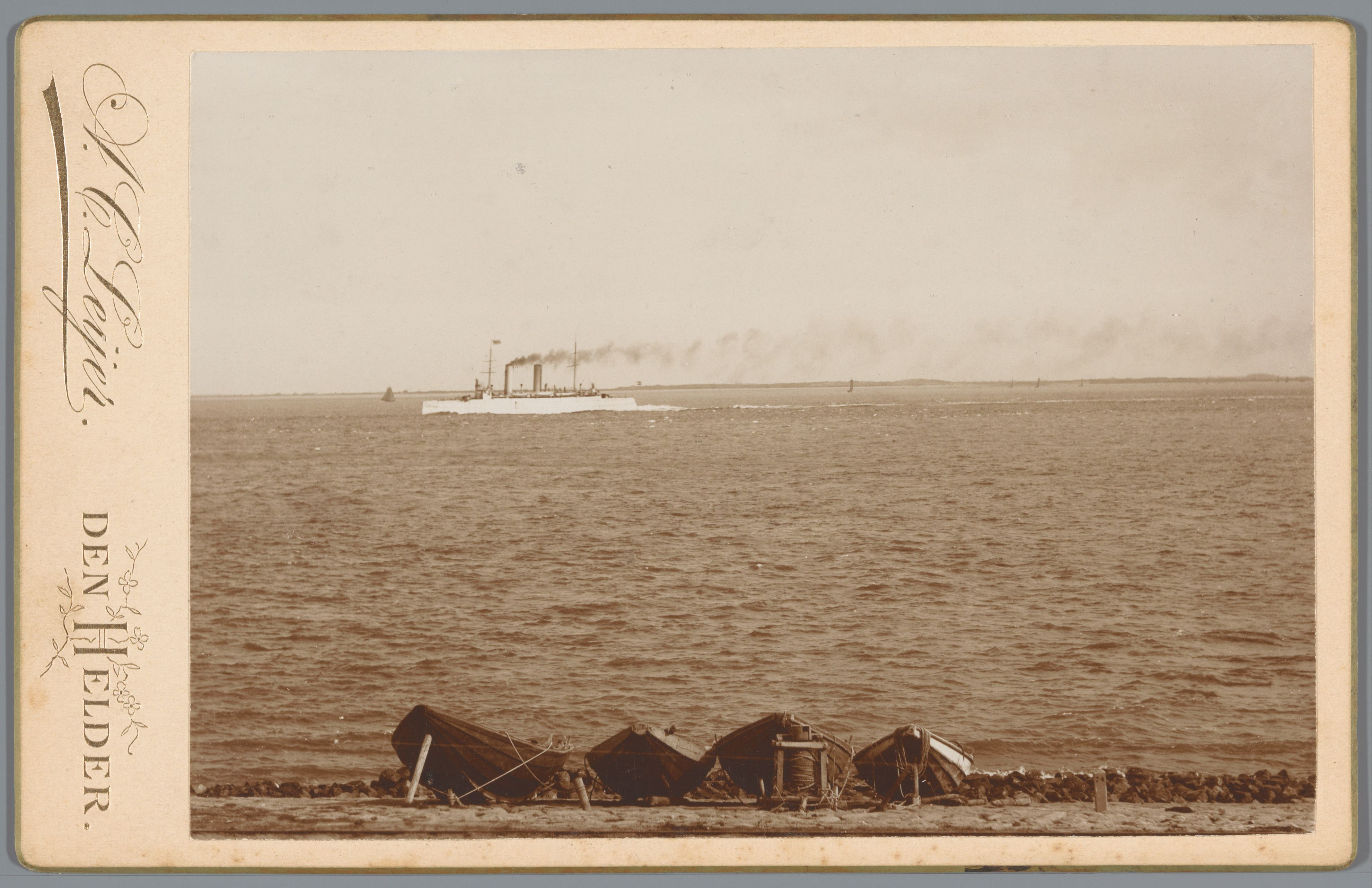
Kriegsschiff „Zeeland“ vor Den Helder
Pavillon der Tentoonstelling van Vrouwenarbeid
Hauptgebäude der Tentoonstelling van Vrouwenarbeid
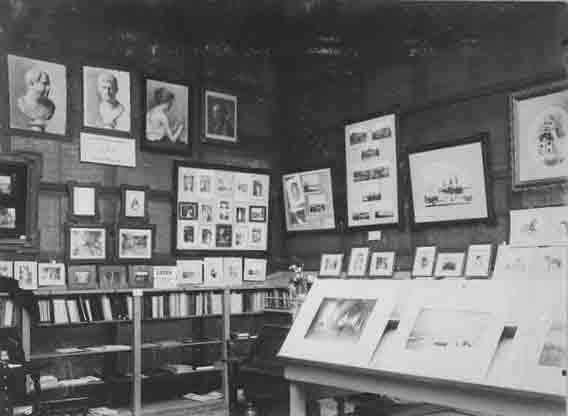
Lesesaal der Tentoonstelling van Vrouwenarbeid
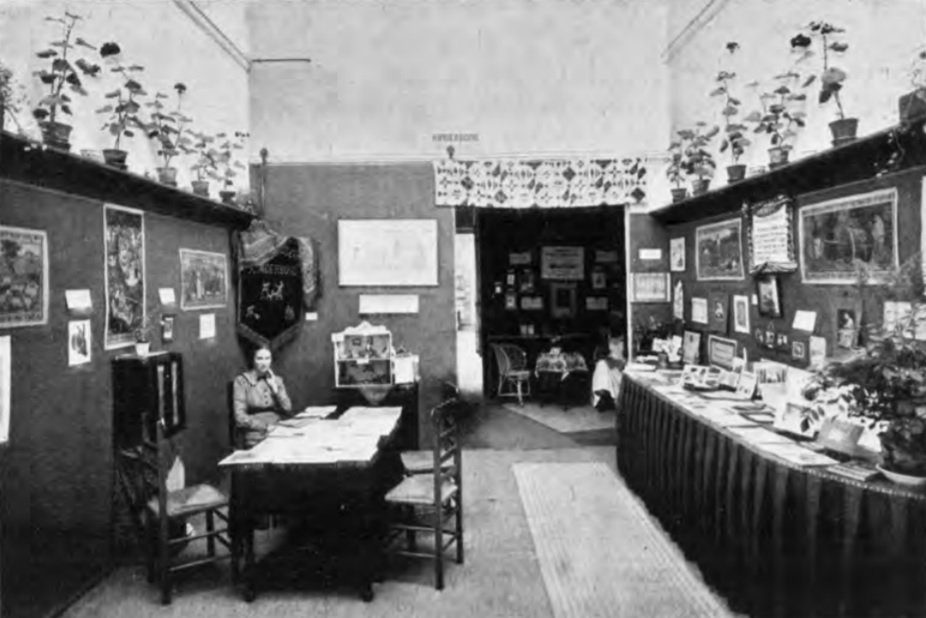
Ausstellungsraum des Nederlandsche Kinderbond, Tentoonstelling van Vrouwenarbeid
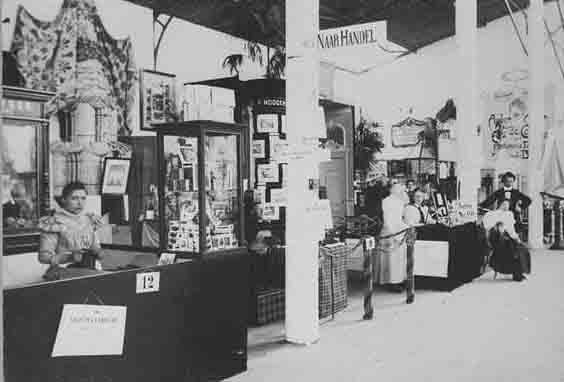
Zigarrenmacherinnen, Tentoonstelling van Vrouwenarbeid